# Arthur Machen
Arthur Machen (Caerleon, 3 maart 1863 – Beaconsfield, 15 december 1947), geboren als Arthur Llewellyn Jones, was een Welsh mysticus en schrijver van vreemde, fantastische, bovennatuurlijke en horrorverhalen. Volgens Stephen King is Machens The Great God Pan "misschien wel het beste horrorverhaal in de Engelse taal". Machens verhaal The Bowmen zou tot de legende de engelen van Bergen hebben geleid.

## Biografie

### Vroege leven
Machen werd in 1863 te Caerleon in Wales geboren als Arthur Llewellyn Jones. Zijn vader heette John Edward Jones en was Anglicaans dominee. Zijn moeders meisjesnaam was Machen. Machen was enig kind en groeide op omringd door de Black Mountains, Wentwood en de afgelegen Severn Valley. Zijn grootvader vond reeds Romeinse tekenen op het kerkhof van Caerleon en in de jaren 1870 waren in de omgeving archeologen actief die vreemde heidense beelden en stenen met inscripties uit de tijd van de Romeinen opgroeven. Dit zou later een grote invloed blijken te hebben gehad op Machen.
Op elfjarige leeftijd werd Machen naar de Hereford Cathedral School gestuurd. Hij was een goede leerling maar zijn ouders hadden niet de financiële middelen om hem in Oxford verder te laten studeren. Machen bracht zijn eerste werk anoniem uit, een lang gedicht over de mysteriën van Eleusis. Zijn ouders overtuigden hem om een carrière als journalist te proberen waarop hij naar Londen trok.

### Bohemien Londen
In Londen las en wandelde Machen veel. Hij leidde een solitair bestaan. In 1884 verscheen Machens eerste boek, The Anatomy of Tobacco. De uitgever bood hem een baan aan als hulpredacteur van het tijdschrift Walford's Antiquarian. Machen vertaalde enkele werken uit het oudfrans waaronder de memoires van Casanova. Hij leverde zijn eerste echte fictiewerk af, The Chronicle of Clemendy.
Tegen 1887 waren Machens beide ouders gestorven. Hij huwde dat jaar, vierentwintig jaar oud, met Amy Hogg, een vrouw uit de Londense literaire wereld die hij leerde kennen doordat ze in hetzelfde huis leefden. Hij vertaalde en schreef nog enkele werken. Rond 1890 veranderde Machen plots van schrijfstijl en thematiek en ging eigentijdser schrijven, in de stijl van Robert Louis Stevenson en Arthur Conan Doyle. Hij publiceerde een reeks fantastische kortverhalen in verschillende kranten en tijdschriften.
Machen ontving enkele erfenissen en verhuisde met Hogg naar de Chiltern Hills. Daar herwerkte hij een oud kortverhaal tot The Great God Pan, zijn eerste grote verhaal over heidense seksualiteit en horror. Hij sloot daardoor aan bij de 'Naughty Nineties'. Zijn teksten werden van tekeningen voorzien door Aubrey Beardsley en hij dineerde met Oscar Wilde. In 1895 bracht Machen het even decadente The Three Impostors uit.
De tijdsgeest keerde echter. Oscar Wilde werd in 1895 veroordeeld. Machen had in eerste instantie voldoende financiële middelen om te blijven schrijven zonder zijn werk onmiddellijk uit te geven. Hij schreef de roman The Hill of Dreams, verscheidene verhalen en begon te schrijven aan Hieroglyphics, een literatuurwetenschappelijk werk. Zijn financiële middelen waren echter niet onuitputtelijk en zijn vrouw leed aan kanker waardoor Machen in 1898 toch terug de journalistiek inging en voor Literature begon te schrijven. In 1899 overleed zijn vrouw aan de ziekte. Machen kreeg een breakdown. Zijn vrienden trachtten hem te helpen en nodigden hem uit lid te worden van de Hermetic Order of the Golden Dawn. Hij raakte nooit echt betrokken en begon zijn eigen Keltisch christelijke mystiek te ontwikkelen.

### Rondreizend theatergezelschap
In 1901 sloeg Machen weer een ander pad in. Hij trad toe tot het reizende theatergezelschap van Frederick Benson. Machen geraakte door zijn problemen, werd extraverter, een bon vivant. In 1903 hertrouwde hij met Dorothie Purefoy Hudleston, alweer een vrouw uit het artistieke milieu. In 1902 vond Machen een uitgever voor Hieroglyphics en hij begon terug meer te schrijven. Het heidense en losbandige had hij achter zich gelaten. Machen was geïnteresseerd geraakt in het mystieke. In 1906 bracht hij de satire Dr Stiggins, His Principle uit over het evangelisch protestantisme. De maatschappelijke zeden waren wel terug verzacht en zijn werk van eind jaren 1890 werd uitgegeven, de verzameling kortverhalen The House of Souls in 1906 en de roman The Hill of Dreams in 1907.
Machen trad toe tot de redactie van het literatuurtijdschrift The Academy onder leiding van Lord Alfred Douglas waarvoor hij artikels schreef over de herkomst van de legende van de heilige graal en het belang van het ritueel in de eredienst. Hij zag in mystiek en ritueel tegengif voor het materialisme van wetenschap en handel. In die tijd schreef Machen het pas in 1922 uitgegeven The Secret Glory.

### Burgerlijk Londen
Ondertussen had Machen genoeg van het zwervend bestaan en freelance werk. In 1908-09 werkte hij op proef voor de tabloid Daily Mail en vanaf 1910 voor het zustermagazine The Evening News. Toen de Eerste Wereldoorlog uitbrak kreeg hij nationale bekendheid. Een maand na de slag bij Bergen verscheen Machens kortverhaal The Bowmen in het magazine. Daarin fantaseerde hij hoe de Britten in de slag waren gered door hemelse boogschutters. Veel lezers bleken dit voor waar aangenomen te hebben. Blijkbaar had de toen nog grotendeels gelovige bevolking nood aan inspirerende oorlogsverhalen. Er werden zelfs getuigen gevonden. Zo ontstond de legende van de engelen van Bergen.
Het succes van The Bowmen zette Machen ertoe aan terug fictie te schrijven. Hij leidde een burgerlijk bestaan en kreeg twee dochters. In 1919 werd Machen echter ontslagen. Hij had een doodsbericht over Lord Alfred Douglas te vroeg gepubliceerd en die nam aanstoot aan een deel van de inhoud. Machen was dan wel zijn vaste betrekking kwijt maar hij bleef journalistiek werk leveren. En plots werd hij bekend in de Verenigde Staten. Jong Amerika had de Britse literatuur uit de 'Naughty Nineties' ontdekt. Dit sloeg terug over naar het Verenigd Koninkrijk en Machens werk werd aan beide zijden van de oceaan heruitgegeven.
Tegen 1925 was de opwinding gaan liggen. Machen had er niet veel aan verdiend vermits hij de rechten van zijn werk reeds eerder had verkocht. Hij diende te blijven werken en schrijven. Machen viel soms in herhaling maar schreef ook nog goede verhalen. Gedurende de jaren 1920 woonde Machen met zijn vrouw in St John's Wood. Het koppel stond bekend om hun feestjes. Vanaf de tweede helft van de jaren 1930 schreef Machen amper nog. Hij trok zich met zijn vrouw terug in Amersham waar in 1947 hij kort na haar dood overleed. Machen werd 84 jaar oud.

## Invloed
Machen wordt de vader van de vreemde verhalen (en: 'Strange Fiction') genoemd en heeft veel bekende schrijvers geïnspireerd waaronder H.P. Lovecraft, Stephen King, Clive Barker en Graham Joyce. Lovecraft rekent hem in zijn essay Supernatural Horror in Literature tot de moderne meesters.